# ピノキオ√964
『ピノキオ√964』（ピノキオルートきゅーろくよん）は1991年に公開されたホラー映画。

## 概要
自主製作映画で注目されていた福居ショウジンの初の16ミリ映画。福居の短編8ミリ映画『ゲロリスト』と同様の嘔吐シーンが存在する。
上映劇場を作り替えて国内初の巨大スピーカーPAシステム＋BBEを導入している。
2008年12月22日にDVDが発売された。

## ストーリー
禁断のロボトミー手術を受け、ダッチワイフならぬダッチハズバンドと化したピノキオ√964は、街のゴミ捨て場で記憶を失った女、ヒミコと出会う。一緒に暮らし始める二人だったが、ある日突然ピノキオが壊れる。ピノキオは激痛に苦しみ、吐血し、体が溶け始めるのだった。その様子を見たヒミコは発狂し、ピノキオに虐待の限りを尽くす。ピノキオは更に壊れ、ヒミコの家を飛び出し製造元の会社へ向かい、社長に助けを請う。しかし冷たい反応を返されたピノキオは逆上し、社長を殺害。そこへ再びヒミコが現れ、ピノキオvsヒミコの最終決戦が始まる。

## スタッフ
- 原作・監督・編集：福居ショウジン
- 脚本：福居ショウジン 浜口真 合田尚志
- 脚本協力：利重剛
- 撮影：平澤和則
- 音楽監督：長嶌寛幸
- 音楽：DOWSER
- 美術：鈴木はぢ 灰谷哲也
- 照明：平澤和則
- 録音：福田伸
- 助監督：渡辺富男
- 録音スタジオ：福島音響
- 現像：IMAGICA
- 制作プロデューサー：合田尚志
- 総合プロデューサー：工藤虎雄
- 製作：アイピーエス・ネットワーク 映像部ホネ工房

## キャスト
- ピノキオ√964 - 鈴木はぢ
- ひみこ - ONN-CHAN
- ナリシマ - 大坪光路
- 秘書 - 原恭子
- 隊長 - 三遊亭楽麻呂
- 餓鬼 - 合田尚志
- マジックマン - 北公次（友情出演）

## 海外映画祭　上映履歴
- 1992年　ロッテルダム国際映画祭（オランダ）(招待作品)。
- 2013年　 t-mobile ニューホライゾン国際映画祭（ポーランド）(Midnight Madness : Cyberpank（サイバーパンク）部門)。